# Каплиця черепів
Каплиця черепів (пол. Kaplica Czaszek), офіційно церква Святого Варфоломія (Kościół świętego Bartłomieja) — каплиця-осуарій у місті Кудова-Здруй, Нижньосілезьке воєводство, Польща; побудована в 1776 році на кордоні з графством Глац, Чехія, як братська могила. Єдиний осуарій в Польщі і один з шести в Європі.

## Історія

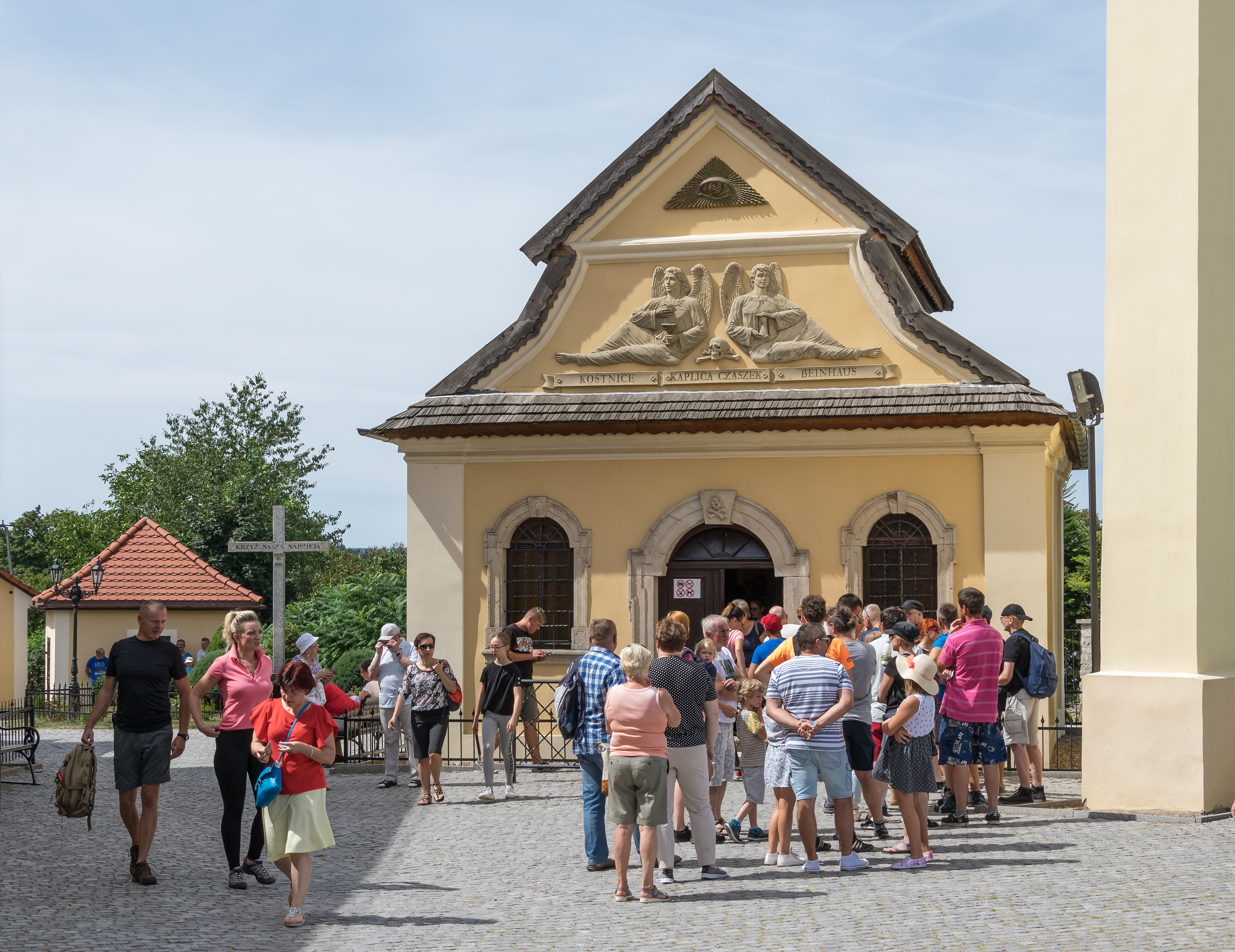
Каплиця черепів в Кудо́ва-Здру́й, 2018 р.

Каплиця була побудована в 1776 році парафіяльним священником чеського походження Вацлавом Томашеком в якості місця поховання загиблих в Тридцятилітній війні і трьох Сілезьких війнах, а також померлих від холери, сифілісу і голоду. Зразком стала римська церква Санта-Марія-делла-Кончеціоне, в крипті якої поховані кістки ченців капуцинів. Протягом вісімнадцяти років (з 1776 по 1794) Томашек збирав і очищав кістки, а потім поміщав їх в каплицю. Будівництву сприяв місцевий аристократ Леопольд фон Леслі. Незабаром після закінчення будівництва отець Вацлав Томашек помер.
Під час Другої світової війни Черепна каплиця зазнала занедбання внаслідок німецької окупації Польщі. Однак після закінчення війни в 1945 році група добровольців віддавалася відновленню каплиці до її колишньої слави. Їхні зусилля увінчалися успіхом, і Черепна каплиця була незабаром успішно відновлена.
В даний час раз на рік (в ніч з 14 на 15 серпня) в каплиці служиться меса за упокій людей, похованих в каплиці, а також за тих, хто помер через нещасні випадки або хвороби.

## Архітектура і інтер'єр
У каплиці знаходяться три тисячі черепів, а також кістки 21 тисяч осіб в фундаменті. Черепи Томашека та інших засновників церкви (різничого Шмідта і могильника Лангера) в 1804 році були поміщені на вівтар.
Всередині каплиці також знаходяться розп'яття і два різьблених зображення ангелів, а перед входом — пам'ятник з написом польською, чеською і німецькою.

## Галерея

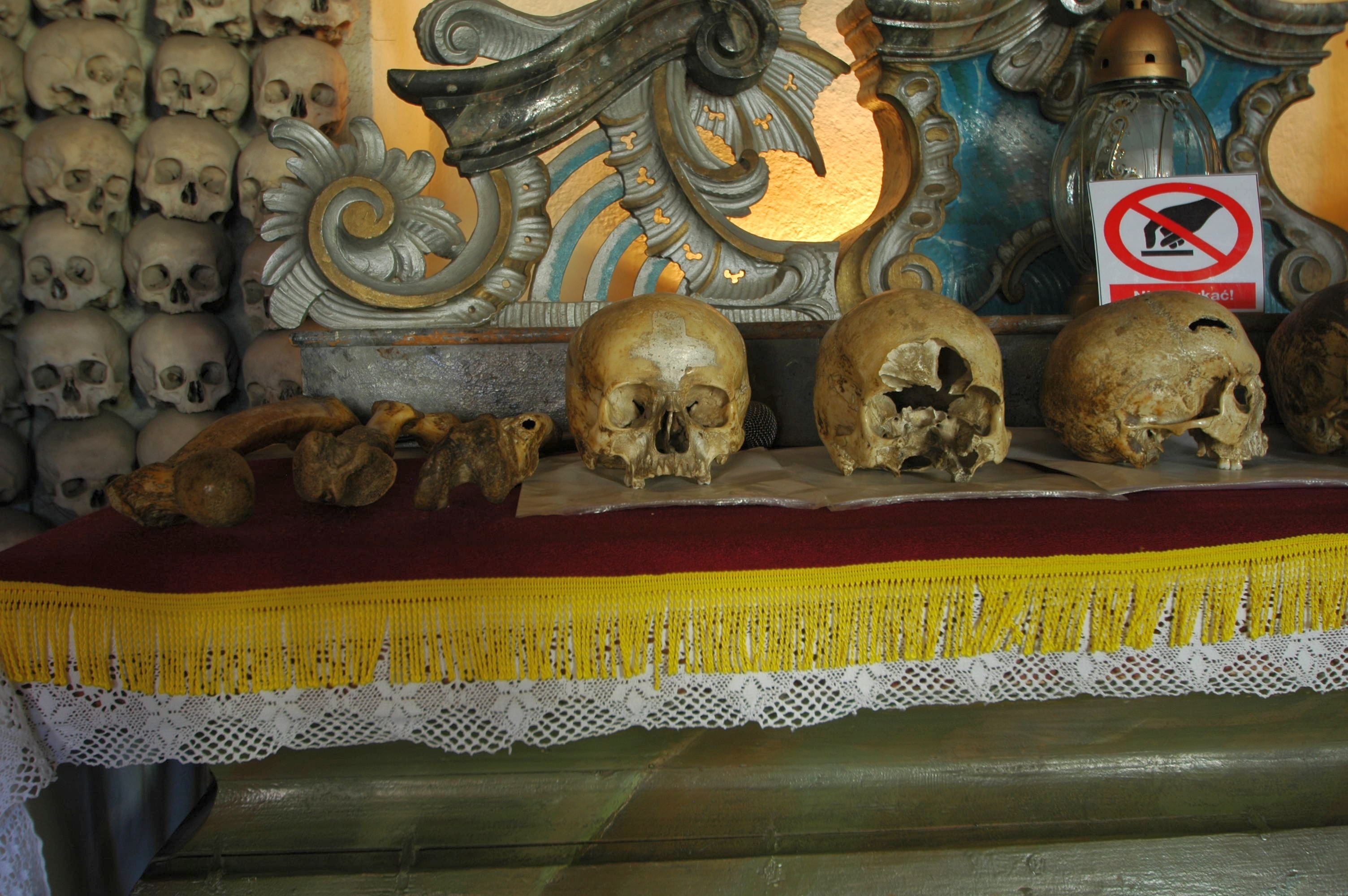
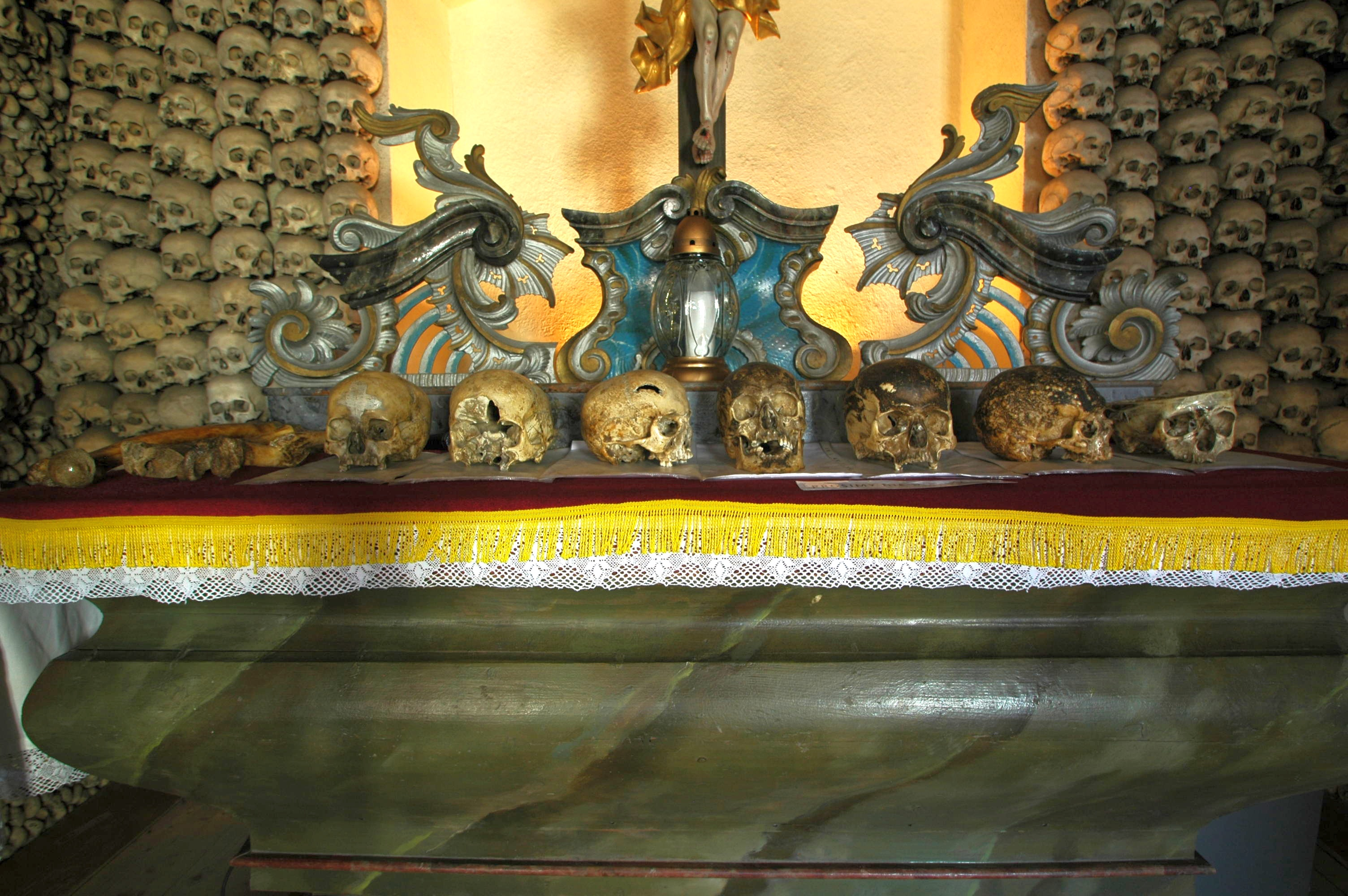
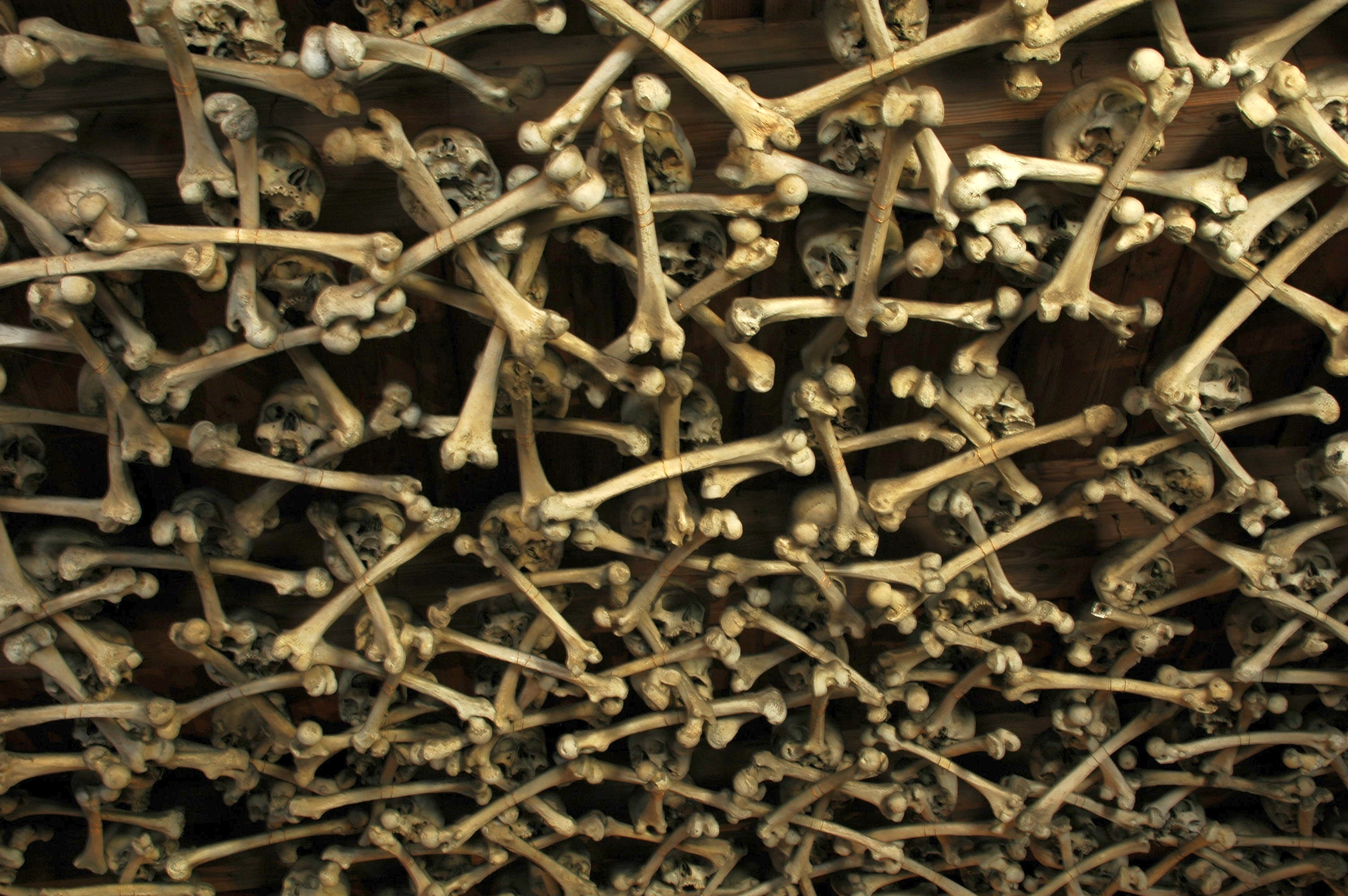
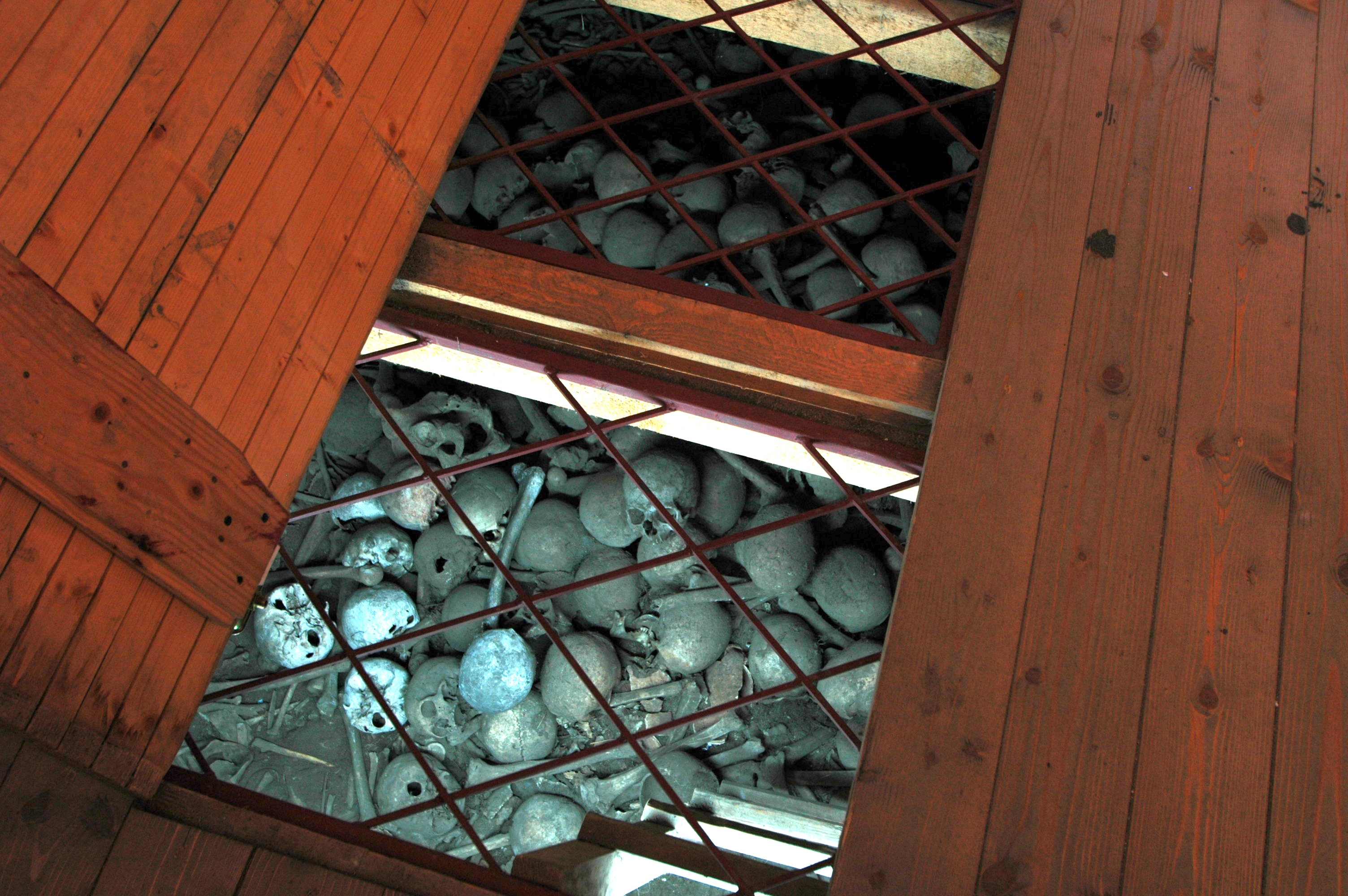
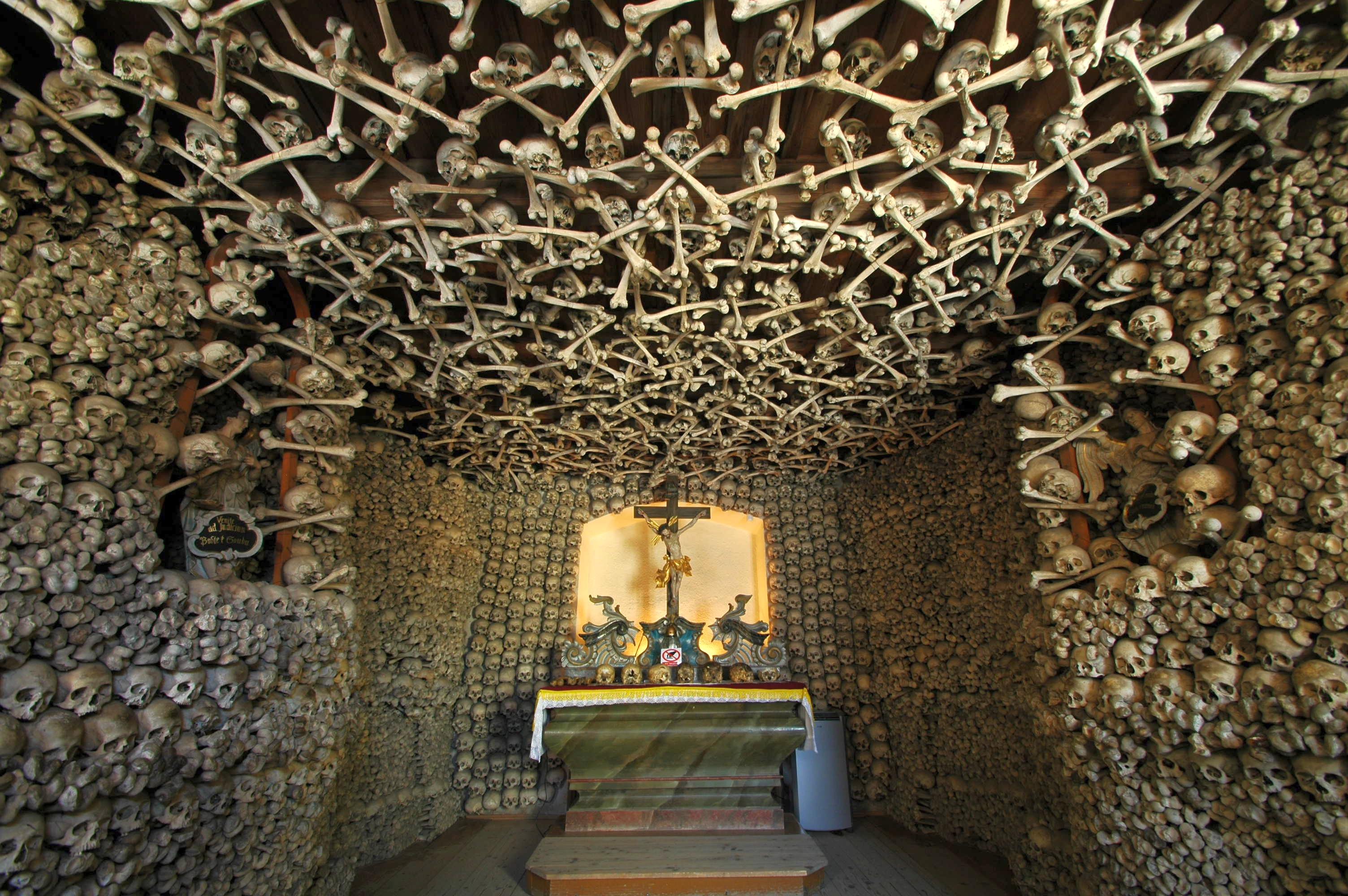
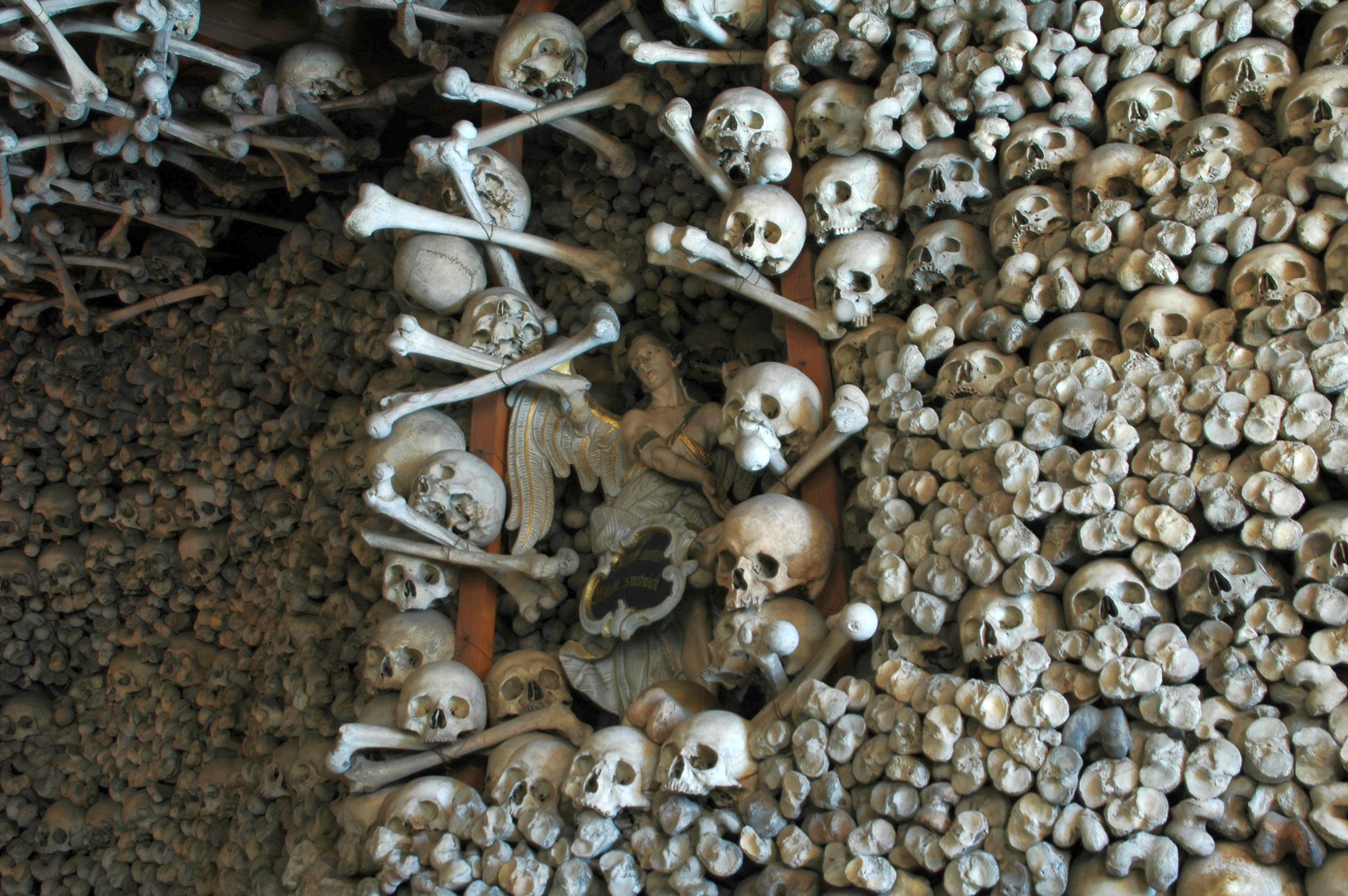